# Martinovići (Župa dubrovačka)
Martinovići är ett samhälle i kommunen Župa dubrovačka i Kroatien. Samhället har 126 invånare (2011).